# 吉胡埃洛体育俱乐部
吉胡埃洛竞技俱乐部（Club Deportivo Guijuelo）, 西班牙萨拉曼卡省吉胡埃洛市的一个足球俱乐部，成立于1974年。现在参加西班牙皇家足協乙組聯賽。